# Martel, Lot
Martel är en kommun i departementet Lot i regionen Occitanien i södra Frankrike. Kommunen ligger i kantonen Martel som tillhör arrondissementet Gourdon. År 2022 hade Martel 1 639 invånare.

## Befolkningsutveckling
Antalet invånare i kommunen Martel
| Referens: INSEE |